# Fondaco dei Turchi

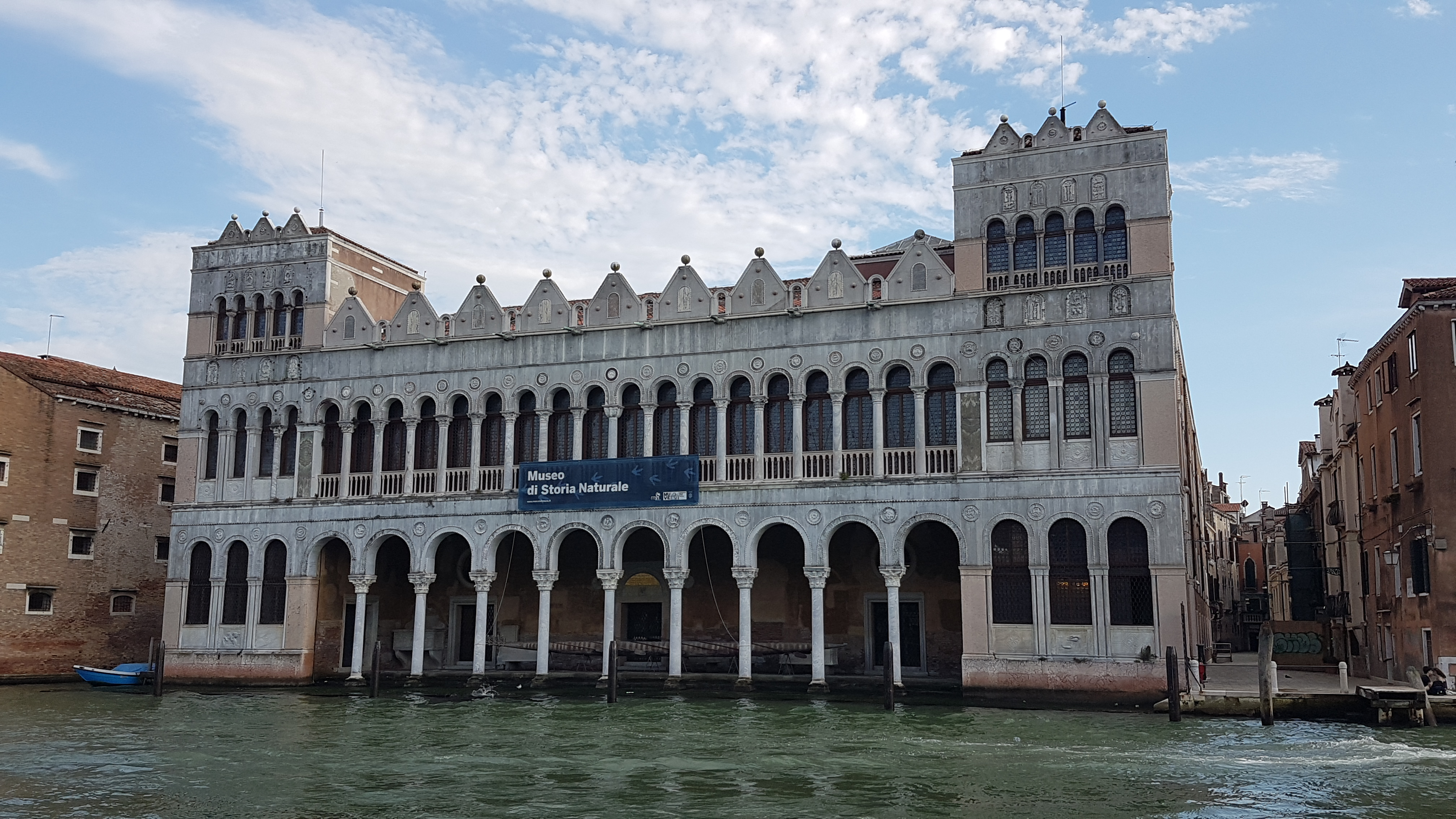
Fondaco dei Turchi

Fondaco dei Turchi (în venețiană Fontego dei Turchi) este un edificiu în stil veneto-bizantin din Veneția (nordul Italiei), situată pe malul Canal Grande, în sestiere Santa Croce. Termenul Fondaco provine din arabul fondouk, ce desemnează un „depozit”. 

## Istoric
Clădirea, construită din dorința lui Giacomo Palmieri de Pesaro, datează din secolul al XIII-lea. A fost vândută în anul 1381 Republicii Venețiene, care i-a oferit-o lui Nicolas II d'Este, marchiz de Ferrara. În 1482 a fost confiscată, iar în 1509 atribuită papei Iuliu al II-lea, care a stabilit acolo sediul nunțiaturii apostolice. În 1527 clădirea a fost retrocedată familiei d'Este, dar în 1602 César d'Este i-a cedat-o cardinalului Giovanni Aldobrandini, fratele papei Clement al VIII-lea. A fost apoi vândută în 1618, lui Antonio Piruli care, devenit doge, a închiriat-o începând din 1621 comunității turce. 
Între secolele al XVII-lea și al XIX-lea palatul a devenit depozit (fondaco sau fontego) pentru comercianții otomani din oraș. 
În 1838 antreprenorul Busetto, zis „Petich”, l-a răscumpărat de la contele Leonardo Manin, fratele ultimului doge Ludovico Manin, moștenitorul Piero Pesaro, care îi devenise proprietar printr-o zestre de nuntă adusă de familia Piruli. 
În 1860 fontego a fost luat în arendă de Comunitatea din Veneția, care în 1870 îl supune unei restaurări dezastruoase, reconstruind între altele cele două turnuri laterale pe care Senatul le demolase în vremea sa. 
În 1865 fontego adăpostea Museo Correr, muzeul principal, înainte de a găzdui, începând cu 1923, Muzeul de istorie naturală al Veneției.